# Hexatoma tristis
Hexatoma tristis är en tvåvingeart som först beskrevs av Alexander 1914.  Hexatoma tristis ingår i släktet Hexatoma och familjen småharkrankar. Inga underarter finns listade i Catalogue of Life.